# Schulwerk Orffa
Schulwerk Orffa – jeden z kilku dużych systemów edukacji muzycznej dzieci i młodzieży, wykorzystujący muzykowanie na prostych instrumentach perkusyjnych, zabawy ruchowe i dramę.
Schulwerk, czyli w dosłownym znaczeniu "praca szkolna", został stworzony przez kompozytora Carla Orffa na początku lat 20. XX wieku w Niemczech. Obok działalności kompozytorskiej Orffa jest to jego dzieło życia, nad udoskonalaniem którego pracował do końca swych dni. Metoda Orffa rozpowszechniła się w całym świecie, stając się żywą i wciągającą do zabawy metodą pracy z uczniami.
Praca Orffa ukazała się drukiem w latach 50. XX w. Nie jest to właściwie metodyczny podręcznik z ułożonym ściśle programem, a raczej propozycja artystycznego wprowadzenia dziecka w świat muzyki, poczynając od Starożytnej Grecji, poprzez średniowieczny fauxbourdon do współczesnego teatru muzycznego. W wielu krajach jest podstawą programów muzycznej edukacji szkolnej.

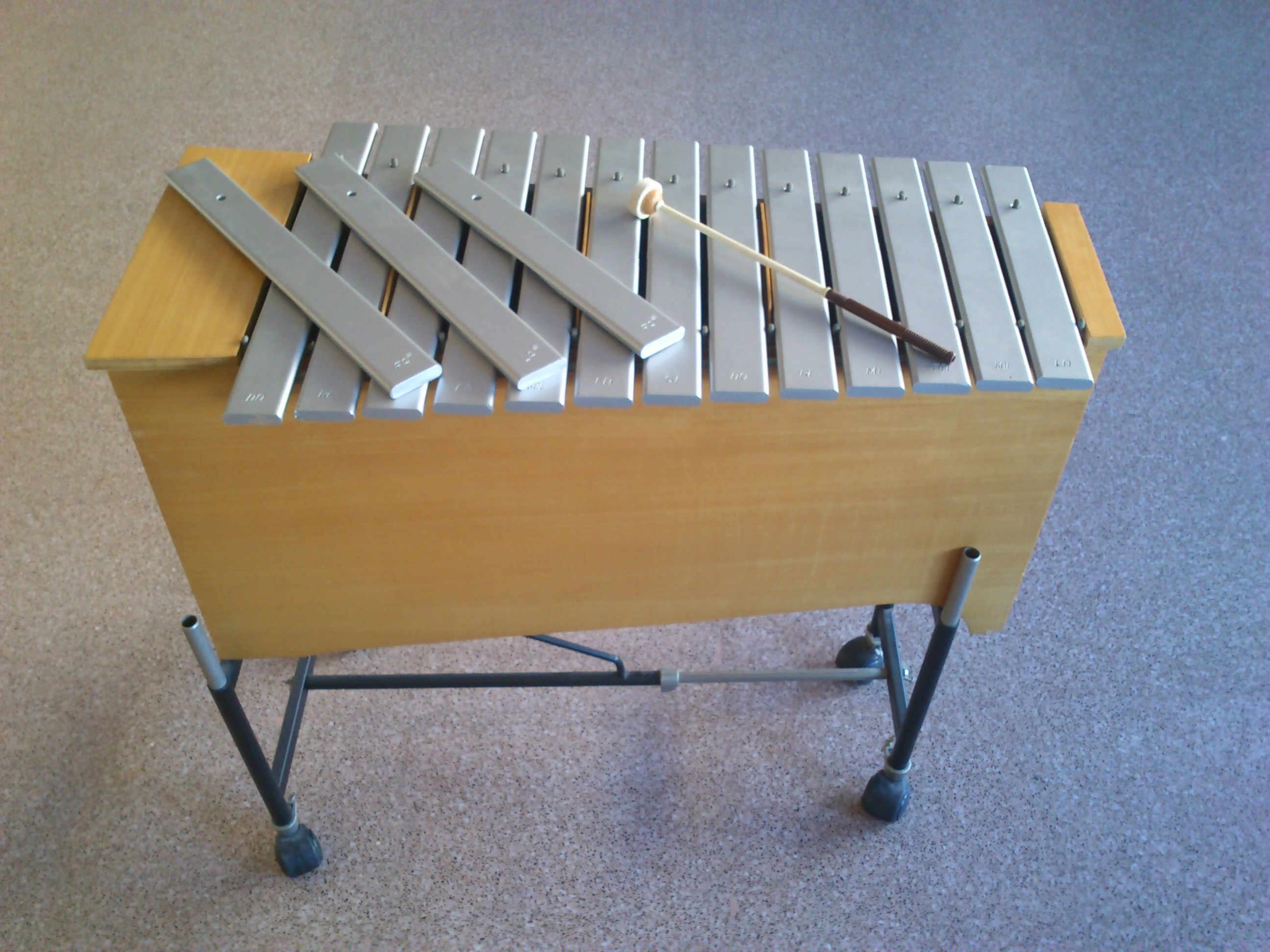
Metalofon
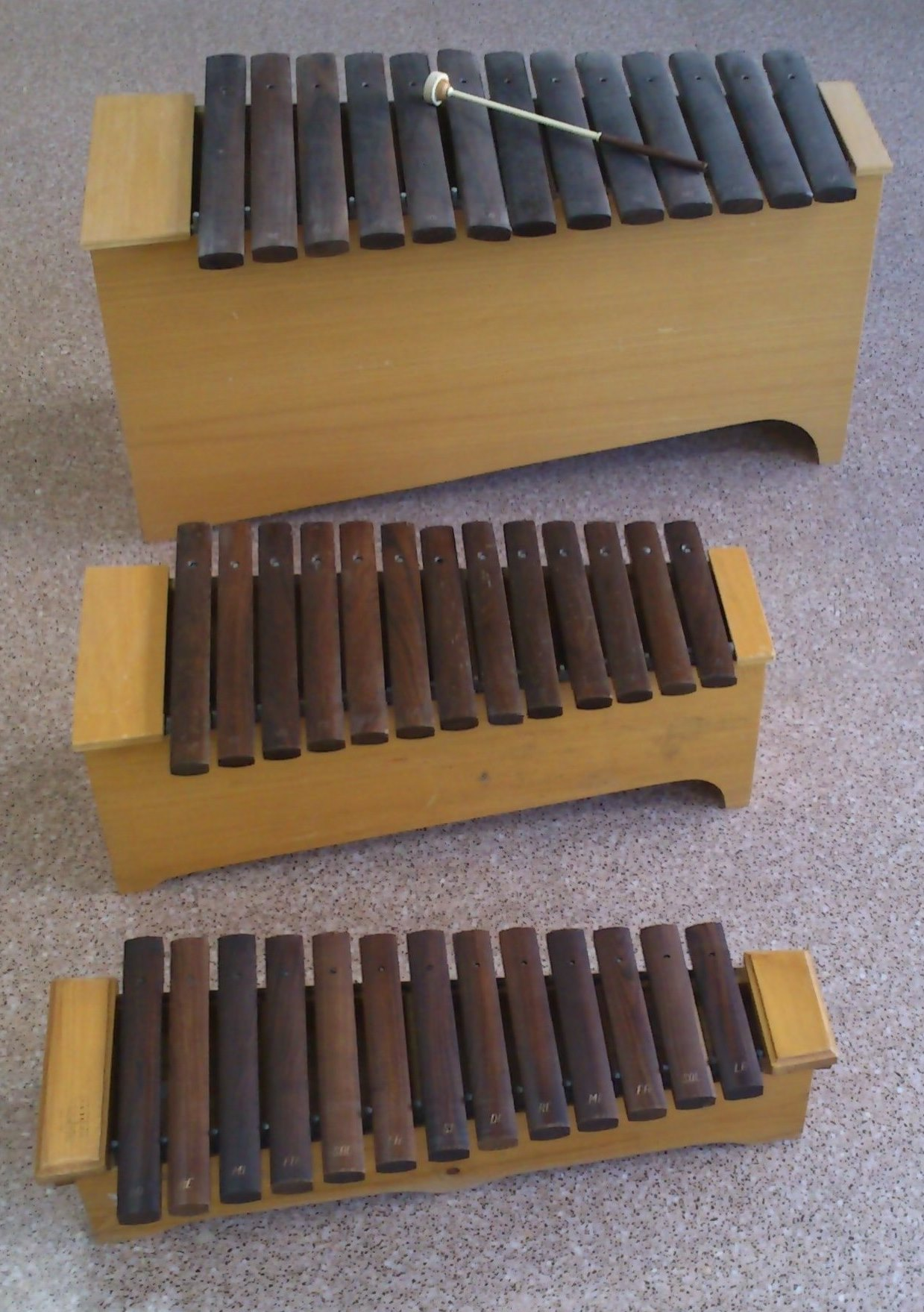
Ksylofony sopranowe i altowy
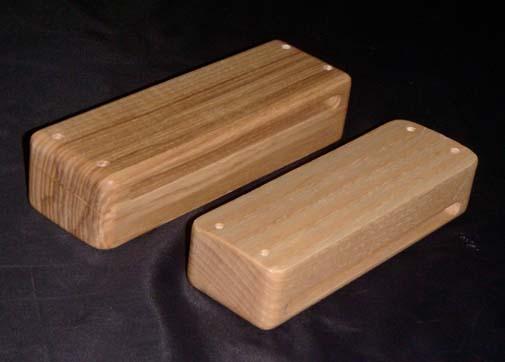
Blok drewniany
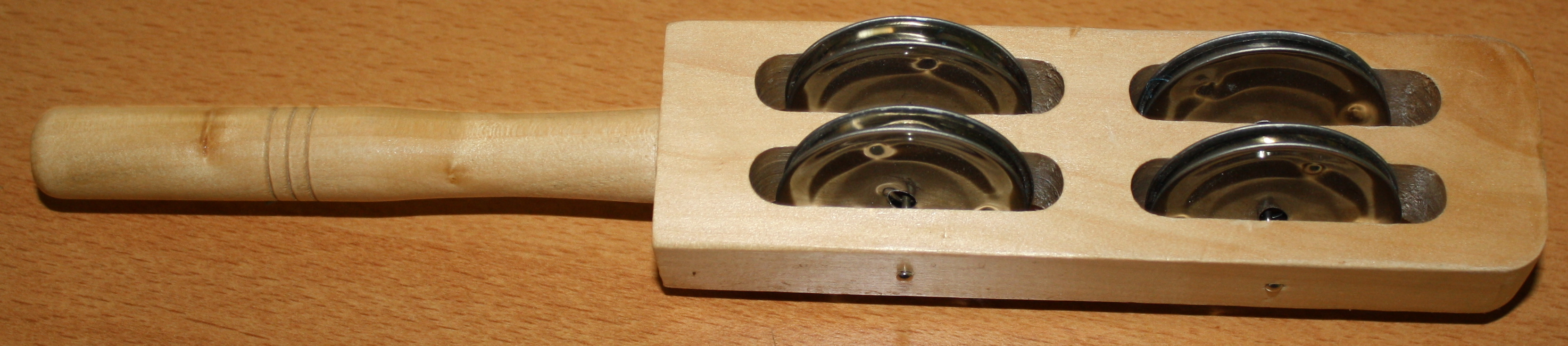
Grzechotka
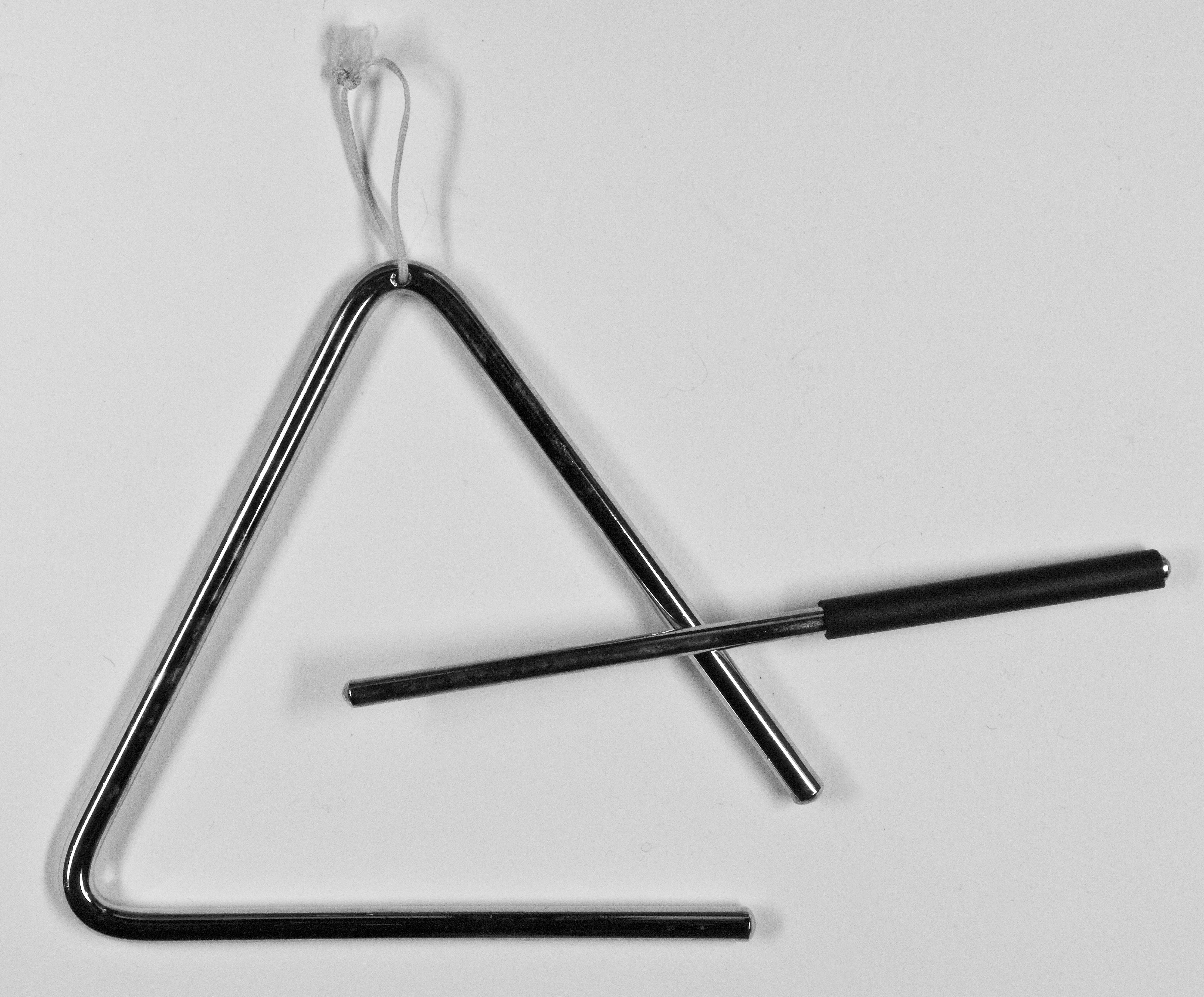
Trójkąt
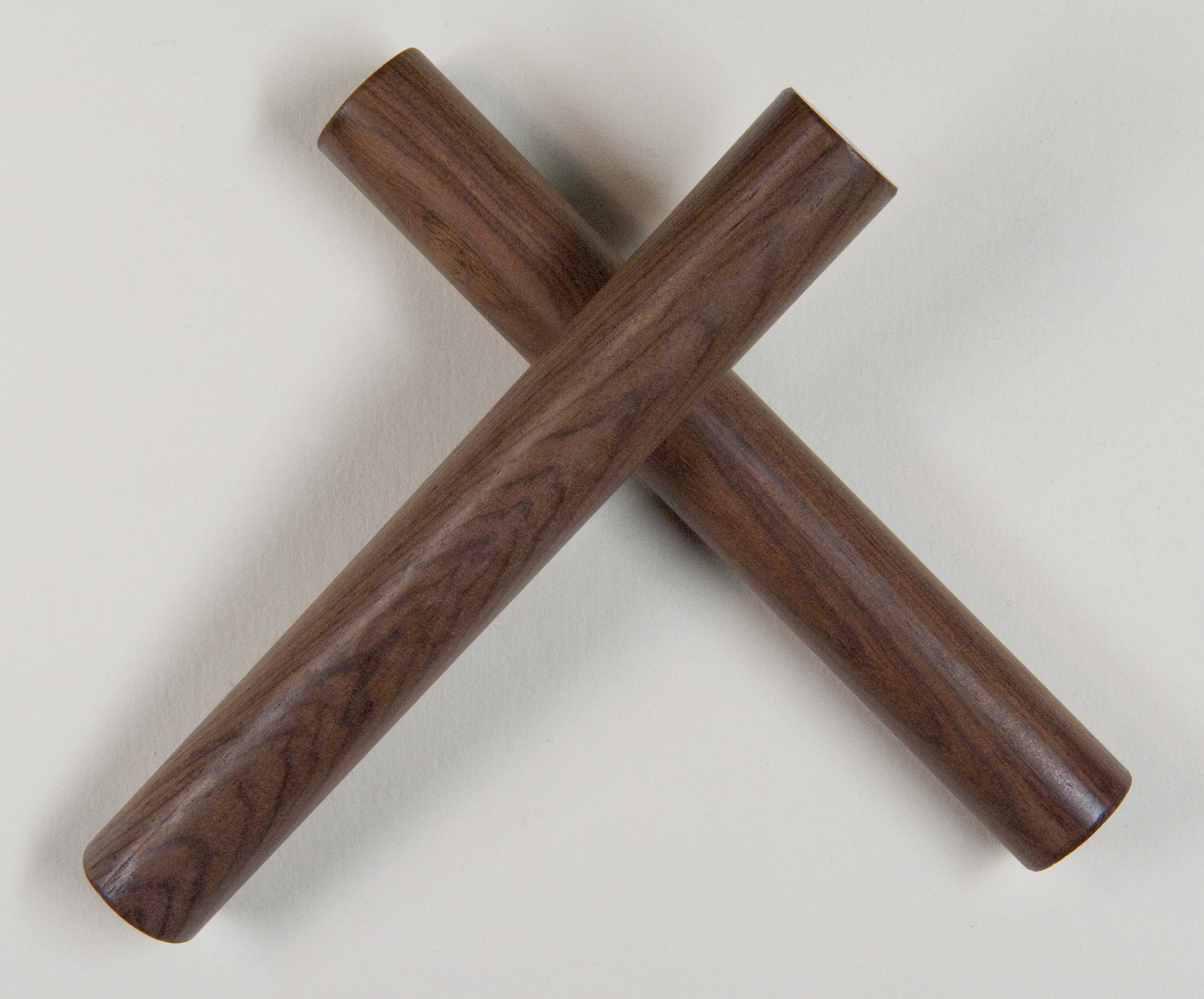
Klawesy